# Baktói kiskertek
A mai Baktói kiskertek területén van a hajdan volt Belsőbaktói ONCSA-telep (Országos Nép-és Családvédelmi Alap) Benépesedése 1940-ben indult meg, amikorra a belvíz következtében elpusztultak a külsőbaktói tanyák. A Pihenő és a Hosszútöltés utcákon jellegzetesen hasonló házak találhatóak, ezek még az eredeti ONCSA-házak. Ebben az időben közúti kapcsolatuk nem volt az anyavárossal. Ma ez a terület kiskertnek minősül, de beépítése folyamatos. A terület önkormányzati képviselője volt 1994-2014 között Gila Ferenc, ezen időszak alatt elkészült a kiskertek lakóterületbe bevonásának részletes szabályozási terve, megkezdődött a közvilágítás kiépítése, járdák, kerékpárutak épültek és rendszeressé vált a sáros utak javítása.